# منصورة الخيط
منصورة الخيط كانت قرية فلسطينية تبعد 17 كيلومتر شرق مدينة صفد.

## الجغرافيا
كانت القرية تقع على نتوء بركاني على الحدّ الجنوبي لسهل الحولة، تبعد نحو كيلومتر واحد من نهر الأردن، تربطها طريق فرعية. تقع شرقي صفد نحو المنتصف بين بحيرتي الحولة وطبريا، ترتقع القرية 751 متراً عن سطح البحر، ومساحتها تبلغ 17 دونماً، ومساحة أراضيها 6735 دونماً، وتحيط بالقرية طوبا وعرب الهيب. بلغ عدد سكان القرية 437 عام 1922وفي عام 1931 انخفض عدد السكان إلى 367-133 نسمة، وعام 1948 بلغ عدد السكان 200 نسمة جميعهم من المسلمين.

## التسمية
تعرف بالمنصورة نسبة إلى شيخ يدعى منصور دفن فيها استناداً إلى رواية محلية وأضيف وصف الخيط لوقوعها في غور الخيط؛ تسمى أحياناً منصورة الحولة تمييزًا لها عن قرية المنصورة الواقعة على نهر بانياس أقصى شمال قضاء صفد.

## احتلال القرية
كان أول هجوم قد شنته العصابات الصهيونية (الهاجاناة) على القرية كان في تاريخ 18 كانون الثاني/يناير عام 1948، وفي تاريخ 7-6 شباط/ فبراير، في أثناء الليل، بهجوم منظم على قرية منصورة الخيط بالأسلحة الأتوماتيكية، فنسفوا منزلاً تحت غطاء من إطلاق نار الأسلحة الأتوماتيكية الكثيف. نزح نفر من سكان القرية جراء الغارتين، فالظاهرأنهم عادوا بعيد ذلك لأن «إسرائيل» بذلت جهداً منظماً لطردهم استمرّ من سنة 1949 إلى سنة 1965 ففي تموز /يوليو 1949، وقعت «إسرائيل» مع سورية اتفاقية الهدنة، التي وقعت القرية بموجبها ضمن المنطقة المجردة من السلاح على الحدود بين البلدين. ولذلك بات لسكانها حق الحماية بموجب الاتفاقية لا يجوز طردهم. إلا أن «إسرائيل» استعملت طوال الأعوام اللاحقة، تشكيله واسعة من الأساليب لترحيل القرويين عن منازلهم، إلى أن نجحت في دفعهم إلى داخل سورية وفي حال هذه القرية، وسبع قرى أخرى على الأقل داخل المنطقة المجردة من السلاح، كانت الأسباب المذكورة مسوغة للطرد.

## القرية اليوم والمغتصبات الصهيونية
أقيمت مستوطنة بعد عام 1948، كفار هنسي ومحمية بارك هيردين. وليس هناك مستوطنات مقامة على مسطحات القرية.

## وصلات خارجية
- منصورة الخيط ترحب بكم